# Chuyến bay 759 của Pan Am
Chuyến bay 759 của Pan Am (PA759/PAA759) là chuyến bay chở khách nội địa theo lịch trình thường xuyên từ Miami đến San Diego, với 2 điểm dừng ở New Orleans và Las Vegas. Vào ngày 9 tháng 7 năm 1982, chiếc máy bay Boeing 727-200 đang bay trên tuyến này đã bị rơi ở vùng ngoại ô Kenner của New Orleans sau khi bị một trận bom mưa gây ra ngay sau khi cất cánh. Tất cả 145 người trên máy bay và 8 người trên mặt đất đã thiệt mạng. Vụ tai nạn này là vụ có số người tử vong cao nhất vào năm 1982 và cũng là thảm khốc nhất trong lịch sử bang Louisiana.

## Máy bay
Boeing 727-235, đăng ký N4737, thực hiện chuyến bay đầu tiên vào ngày 24 tháng 1 năm 1968, được giao cho National Airlines đúng 1 tuần sau đó. Chiếc 727 cung cấp bởi ba động cơ phản lực Pratt & Whitney JT8D-7B, và được đổi tên từ 37 Susan / Erica thành Clipper Defiance sau khi  Pan Am mua lại.

## Hành khách và phi hành đoàn
Vào thời điểm xảy ra tai nạn, chiếc 727 đang chở 137 hành khách và 1 hành khách phi doanh thu trong buồng lái buồng lái, cùng với phi hành đoàn gồm 7 người. Cơ trưởng Kenneth L. McCullers (45 tuổi), người có 11.727 giờ bay, bao gồm 10,595 giờ trên chiếc 727. McCullers được những người khác mô tả là một phi công "trên trung bình", người "thoải mái" bay cùng vì khả năng phán đoán tuyệt vời và khả năng thực thi mệnh lệnh. Cơ phó Donald G. Pierce (32 tuổi), người có 6.127 giờ bay, bao gồm 3.914 giờ trên chiếc 727. Pierce được các cơ trưởng khác mô tả là một phi công có lương tâm với kiến thức tuyệt vời về hệ thống máy bay và các quy trình và kỹ thuật bay của công ty. Kỹ sư máy bay Leo B. Noone (60 tuổi), người có 19.904 giờ bay, bao gồm 10.508 giờ trên chiếc 727. Cả ba phi công, bao gồm cơ trưởng, cơ phó và cơ phó thứ hai, được báo cáo là không có vấn đề về giấc ngủ hoặc sức khỏe, và đã vượt qua tất cả các kiểm tra trình độ mà không có vấn đề.

### Quốc tịch của 138 hành khách và 7 phi hành đoàn xấu số (gồm 8 người trên mặt đất)
| Quốc tịch      | Hành khách | Phi hành đoàn | Dưới đất | Tổng cộng |
| -------------- | ---------- | ------------- | -------- | --------- |
| Hoa Kỳ         | 80         | 7             | 8        | 95        |
| Úc             | 2          | 0             | 0        | 2         |
| Brazil         | 7          | 0             | 0        | 7         |
| Costa Rica     | 4          | 0             | 0        | 4         |
| Pháp           | 4          | 0             | 0        | 4         |
| Hồng Kông      | 4          | 0             | 0        | 4         |
| Jamaica        | 1          | 0             | 0        | 1         |
| México         | 3          | 0             | 0        | 3         |
| Panama         | 1          | 0             | 0        | 1         |
| Puerto Rico    | 3          | 0             | 0        | 3         |
| Thụy Sĩ        | 4          | 0             | 0        | 4         |
| Uruguay        | 11         | 0             | 0        | 11        |
| Venezuela      | 1          | 0             | 0        | 1         |
| Đức            | 5          | 0             | 0        | 5         |
| Nam Tư         | 2          | 0             | 0        | 2         |
| Không xác định | 6          | 0             | 0        | 6         |
| Tổng cộng      | 138        | 7             | 8        | 153       |

## Tai nạn
Dự báo thời tiết được đưa ra vào lúc 07 giờ 40 ngày 9 tháng 7 bởi Trung tâm Khí tượng Quốc gia New Orleans có giông bão, có thể có nhiễu loạn nghiêm trọng, có băng và gió. Biểu đồ thời tiết tại 1800 giờ địa phương xác định được một hệ thống áp suất cao nằm 60 hải lý (69 mi; 110 km) ngoài khơi bờ biển Louisiana. Không mặt trận hoặc các khu vực áp suất thấp là trong vòng 100 hải lý (120 mi; 190 km) của sân bay. Dự báo giữa 1200 và 2200 chỉ ra "các đám mây rải rác, biến đổi thành các đám mây vỡ ở độ cao 3.000 feet (910 m), giông bão và mưa rào vừa phải." Theo NWS (Dịch vụ thời tiết quốc gia), không có cảnh báo thời tiết nghiêm trọng nào về thời gian và khu vực xảy ra tai nạn.
Chuyến bay 759 bắt đầu cất cánh từ Đường băng 10 tại sân bay quốc tế New Orleans (nay là sân bay quốc tế Louis Armstrong New Orleans), tại Kenner, Louisiana lúc 16:07:57 giờ ban ngày trung tâm, đi đến Las Vegas, Nevada. Vào thời điểm chuyến bay 759 cất cánh, đã có những cơn giông bão ở phía đông sân bay và phía đông-đông bắc của điểm khởi hành của đường băng 10. Những cơn gió được báo cáo là "gió giật và xoáy". Chuyến bay 759 rời khỏi đường băng, leo lên độ cao từ 95 đến 150 feet (29 đến 46 m), và sau đó bắt đầu hạ xuống. Khoảng 2.376 feet (724 m) từ cuối đường băng, chiếc 727 đâm vào một hàng cây ở độ cao khoảng 50 feet (15 m). Chiếc 727 tiếp tục hạ xuống thêm 2.234 feet (681 m), đâm vào cây cối và nhà cửa. Vào lúc 16:09:01, chiếc 727 đã đâm vào khu dân cư Kenner, cách 4.615 feet (1.410 m) từ cuối đường băng.
Chiếc máy bay đã bị phá hủy. Tổng cộng 153 người đã thiệt mạng (tất cả 145 hành khách và phi hành đoàn trên chiếc 727 và 8 người trên mặt đất). 4 người khác trên mặt đất bị thương. Trong những ngôi nhà bị phá hủy, một em bé 4 tuổi được phát hiện trong một chiếc cũi phủ đầy mảnh vụn bảo vệ em khỏi ngọn lửa. Mẹ của đứa trẻ và em gái 4 tuổi thiệt mạng. Cha của đứa trẻ đang làm việc thì tai nạn xảy ra. Tổng cộng, 6 ngôi nhà đã bị phá hủy và 5 ngôi nhà bị hư hại đáng kể.

## Điều tra
Ủy ban An toàn Giao thông Quốc gia Hoa Kỳ (NTSB) xác định rằng nguyên nhân có thể xảy ra tai nạn là sự cố máy bay với bom mưa kết hợp gió đứt, những ảnh hưởng trong đó phi công có thể đã gặp khó khăn trong việc nhận ra và phản ứng với đúng lúc chiếc máy bay phải dừng lại trước khi tác động của nó với cây cối. Góp phần vào vụ tai nạn là khả năng hạn chế của công nghệ phát hiện gió đứt hiện nay. Cuộc điều tra ghi nhận sự thất bại của Chính phủ Hoa Kỳ trong việc "đưa ra thông tin thời tiết thích hợp vào ngày hôm đó và để duy trì các thiết bị phát hiện gió đứt tại sân bay." Thời báo New York đã báo cáo rằng:
"Theo các nhân chứng, một cảnh báo gió đứt đã được đề cập trên tần số vô tuyến của sân bay New Orleans vào ngày 9 tháng 7, trước khi chuyến bay 759 cất cánh. Nhưng các phi công đã được thông báo với một lời khuyên về thời tiết được ghi lại là 2 giờ, mặc dù thói quen ở sân bay là để ghi lại thông tin thời tiết hàng giờ. Không có thủ tục tại sân bay để tư vấn cho các phi hành đoàn chuyến bay cập nhật thông báo thời tiết".
Do đó, hàng triệu đô la đã được chi trả cho các gia đình khác nhau bị ảnh hưởng bởi vụ tai nạn. Chuyến 759, cùng với chuyến bay 191 của Delta Air Lines bị rơi do hoàn cảnh tương tự 3 năm sau đó, dẫn đến sự phát triển của hệ thống phát hiện và cảnh báo gió đứt trên không và Cục Hàng không Liên bang (FAA) bắt buộc phải lắp đặt hệ thống phát hiện gió tại các sân bay và trên máy bay ở Mỹ vào năm 1993.